# وينشل سميث
وينشل سميث (بالإنجليزية: Winchell Smith)‏ هو كاتب مسرحي أمريكي، ولد في 5 أبريل 1871 في هارتفورد في الولايات المتحدة، وتوفي في 10 يونيو 1933 في فارمنغتون في الولايات المتحدة.

## وصلات خارجية
- وينشل سميث على موقع IMDb (الإنجليزية)
- وينشل سميث على موقع قاعدة بيانات برودواي على الإنترنت (الإنجليزية)
- وينشل سميث على موقع قاعدة بيانات برودواي على الإنترنت (الإنجليزية)
- وينشل سميث على موقع قاعدة بيانات الفيلم (الإنجليزية)